# 张志铭
张志铭（1926年11月15日—2009年12月9日），河北临城人，中华人民共和国军事人物。1946年9月入伍。1947年2月加入中国共产党。1983年5月－1985年9月，任云南省军区政委。